# Атманка
Атма́нка (рос. Атманка, ерз. Атманка) — присілок у складі Ічалківського району Мордовії, Росія. Входить до складу Оброчинського сільського поселення.

## Населення
Населення — 41 особа (2010; 42 у 2002).
Національний склад (станом на 2002 рік):
- росіяни — 98 %